# 普韋布洛 (新墨西哥州)
普韋布洛（英語：Pueblo）是位於美國新墨西哥州聖米格爾縣的普查規定居民點。

## 人口
根據2020年美國人口普查的數據，普韋布洛的面積為4.71平方千米，皆為陸地。當地共有人口88人，而人口密度為每平方千米18.68人。